# غرازي ماسافيرا
غرازيولي «غرازي» سواريز ماسافيرا (بالبرتغالية: Grazi Massafera‏) (من مواليد 28 يونيو 1982) ممثلة وعارضة أزياء برازيلية. فازت ماسافيرا بمسابقة ملكة جمال بارانا في عام 2004، ومثلت بلدها في مسابقة ملكة جمال البرازيل في ذلك العام حيث احتلت المركز الثالث وحصلت على لقب ملكة جمال البرازيل الدولية، ومنحتها المشاركة في مسابقة ملكة جمال الأمم، التي أقيمت في الصين. في المسابقة الدولية، لم تتمكن غرازي من الوصول إلى الدور نصف النهائي. تم ترشيحها لجائزة إيمي الدولية لأفضل ممثلة عام 2016، عن دورها في مسلسل برازيلي أسرار إينجل.

## روابط خارجية
- غرازي ماسافيرا على موقع IMDb (الإنجليزية)
- غرازي ماسافيرا على موقع ألو سيني (الفرنسية)
- غرازي ماسافيرا على موقع قاعدة بيانات الفيلم (الإنجليزية)
- غرازي ماسافيرا على موقع كينوبويسك (الروسية)